# سوگند المپیک

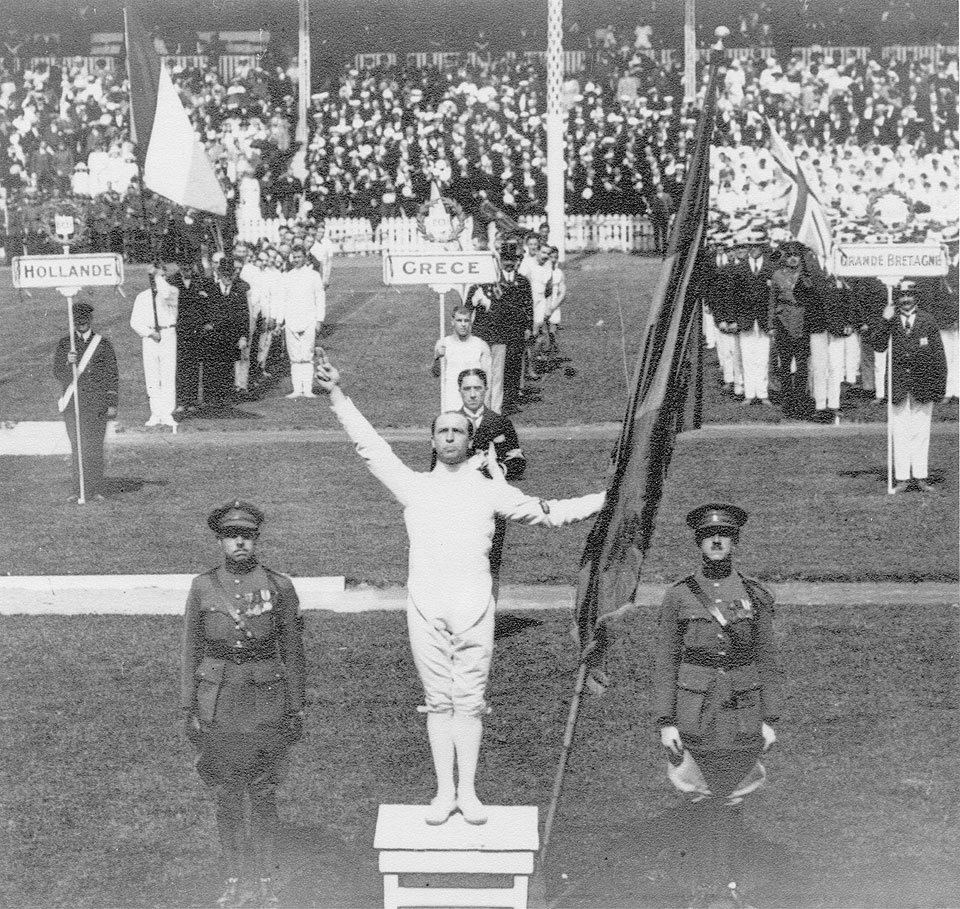
مراسم سوگند المپیک در المپیک تابستانی ۱۹۲۰

سوگند المپیک لقبی است که مراسم افتتاحیهٔ هر المپیک، به یک ورزشکار ، یک داور و یک مربی داده می‌شود. این واژه در المپیک تابستانی ۲۰۰۴ در آتن به یونانی و در المپیک زمستانی ۲۰۰۶ در تورین به ایتالیایی گفته شد.
ورزشکاری از کشور میزبان، در حالی‌که گوشهٔ پرچم المپیک را نگه‌داشته، با صدای موزون می‌گوید:
به نام تمامی هم‌آوردان سوگند می‌خورم که ما باید در این بازی‌های المپیک شرکت کنیم، به قوانینی که بر این بازی‌ها حاکم است احترام گزارده و به آن‌ها وفادار باشیم، خودمان را ملزم به یک ورزش بدون دوپینگ و بدون دارو کنیم، در جوهرهٔ ورزشکاری، برای شکوه ورزش و پاس‌داشت تیم‌مان.
یک داور از کشور میزبان نیز در حالی‌که گوشهٔ پرچم المپیک را نگه‌داشته، سوگندی کمی متفاوت با آن یکی می‌خورد:
به نام تمامی داوران و مسئولین سوگند می‌خورم که ما باید در این بازی‌های المپیک شرکت کنیم، با بی‌طرفی کامل، به قوانینی که بر این بازی‌ها حاکم است احترام گزارده و به آن‌ها وفادار باشیم، در جوهرهٔ ورزشکاری.

## گویندگان
ورزشکاران و داورانی که سوگند المپیک را خوانده‌اند در زیر فهرست شده‌اند.
| المپیک               | ورزشکار                                  | داور (مسئول)           |
| -------------------- | ---------------------------------------- | ---------------------- |
| المپیک تابستانی ۱۹۲۰ | Victor Boin                              | -                      |
| المپیک زمستانی ۱۹۲۴  | Camille Mandrillon                       | -                      |
| المپیک تابستانی ۱۹۲۴ | Georges André                            | -                      |
| المپیک زمستانی ۱۹۲۸  | Hans Eidenbenz                           | -                      |
| المپیک تابستانی ۱۹۲۸ | Harry Dénis                              | -                      |
| المپیک زمستانی ۱۹۳۲  | Jack Shea                                | -                      |
| المپیک تابستانی ۱۹۳۲ | جرج کالنان                               | -                      |
| المپیک زمستانی ۱۹۳۶  | Willy Bogner, Sr.                        | -                      |
| المپیک تابستانی ۱۹۳۶ | Rudolf Ismayr                            | -                      |
| المپیک زمستانی ۱۹۴۸  | Bibi Torriani                            | -                      |
| المپیک تابستانی ۱۹۴۸ | Donald Finlay                            | -                      |
| المپیک زمستانی ۱۹۵۲  | Torbjørn Falkanger                       | -                      |
| المپیک تابستانی ۱۹۵۲ | Heikki Savolainen                        | -                      |
| المپیک زمستانی ۱۹۵۶  | Giuliana Minuzzo                         | -                      |
| المپیک تابستانی ۱۹۵۶ | جان لندی (ملبورن) هنری سنت سیر (استکهلم) | -                      |
| المپیک زمستانی ۱۹۶۰  | Carol Heiss                              | -                      |
| المپیک تابستانی ۱۹۶۰ | Adolfo Consolini                         | -                      |
| المپیک زمستانی ۱۹۶۴  | Paul Aste                                | -                      |
| المپیک تابستانی ۱۹۶۴ | تاکاشی اونو                              | -                      |
| المپیک زمستانی ۱۹۶۸  | Léo Lacroix                              | -                      |
| المپیک تابستانی ۱۹۶۸ | Pablo Garrido                            | -                      |
| المپیک زمستانی ۱۹۷۲  | Keiichi Suzuki                           | Fumio Asaki            |
| المپیک تابستانی ۱۹۷۲ | Heidi Schüller                           | Heinz Pollay           |
| المپیک زمستانی ۱۹۷۶  | Werner Delle Karth                       | Willy Köstinger        |
| المپیک تابستانی ۱۹۷۶ | Pierre St.-Jean                          | Maurice Fauget         |
| المپیک زمستانی ۱۹۸۰  | اریک هیدن                                | Terry McDermott        |
| المپیک تابستانی ۱۹۸۰ | نیکولای آندریانف                         | الکساندر مدوید         |
| المپیک زمستانی ۱۹۸۴  | Bojan Križaj                             | Dragan Perovic         |
| المپیک تابستانی ۱۹۸۴ | ادوین موزز                               | Sharon Weber           |
| المپیک زمستانی ۱۹۸۸  | Pierre Harvey                            | Suzanna Morrow-Francis |
| المپیک تابستانی ۱۹۸۸ | Hur Jae Shon Mi-Na                       | Lee Hak-Rae            |
| المپیک زمستانی ۱۹۹۲  | Surya Bonaly                             | Pierre Bornat          |
| المپیک تابستانی ۱۹۹۲ | لوییس دورست بلانکو                       | ایوگینی آسنسیو         |
| المپیک زمستانی ۱۹۹۴  | وگارد اولوانگ                            | Kari Karing            |
| المپیک تابستانی ۱۹۹۶ | تریسا ادواردز                            | هابی بلیگ‌سلی           |
| المپیک زمستانی ۱۹۸۸  | Kenji Ogiwara                            | Junko Hiramatsu        |
| المپیک تابستانی ۲۰۰۰ | رشل هاوکس                                | پیتر کر                |
| المپیک زمستانی ۲۰۰۲  | Jimmy Shea                               | Allen Church           |
| المپیک تابستانی ۲۰۰۴ | زوی دیموشاکی                             | لازارو واریدیس         |
| المپیک زمستانی ۲۰۰۶  | Giorgio Rocca                            | Fabio Bianchetti       |
| المپیک تابستانی ۲۰۰۸ | ژانگ یینینگ                              | هوانگ لیپینگ           |